# Nazionale maschile di beach soccer delle Filippine
La nazionale di beach soccer delle Filippine rappresenta le Filippine nelle competizioni internazionali di beach soccer.

## Rosa
Aggiornata a ottobre 2014.
| N. |                      | Ruolo | Calciatore              |
| -- | -------------------- | ----- | ----------------------- |
| 1  | Filippine (bandiera) | P     | Rory Stephen Mansbridge |
| 2  | Filippine (bandiera) |       | Maverick Madayag        |
| 3  | Filippine (bandiera) |       | Alejandro Baldo Jr.     |
| 4  | Filippine (bandiera) |       | Randy Salisad           |
| 5  | Filippine (bandiera) |       | Ali Mahmoud Ramos       |
| 6  | Filippine (bandiera) |       | Rowell Dalida Abello    |

| N. |                      | Ruolo | Calciatore                  |
| -- | -------------------- | ----- | --------------------------- |
| 7  | Filippine (bandiera) |       | Jovanie Saludares Simpron   |
| 8  | Filippine (bandiera) |       | Ahmad Diab Ibrahim Cebrero  |
| 9  | Filippine (bandiera) |       | Marc Andrew Santos          |
| 10 | Filippine (bandiera) |       | Rodolfo Vicente Del Rosario |
| 11 | Filippine (bandiera) |       | Jhomar Almento              |
| 12 | Filippine (bandiera) |       | Salem Attar                 |

Allenatore: Athab Ahmed Ayada